# Guillermo Betancourt Scull
Guillermo Betancourt Scull (19 de julio de 1963) es un deportista cubano que compitió en esgrima, especialista en la modalidad de florete. Participó en dos Juegos Olímpicos de Verano, obteniendo una medalla de plata en Barcelona 1992 en la prueba por equipos.

## Palmarés internacional
| Juegos Olímpicos | Juegos Olímpicos   | Juegos Olímpicos | Juegos Olímpicos    |
| Año              | Lugar              | Medalla          | Prueba              |
| ---------------- | ------------------ | ---------------- | ------------------- |
| 1992             | Barcelona (España) | Medalla de plata | Florete por equipos |